# 大慶 (越南)
大慶（Đại Khánh，1314年三月十八—1323年），越南陳朝明宗的第一个年号。

## 纪年
| 大慶 | 元年   | 2年    | 3年    | 4年    | 5年    | 6年    | 7年    | 8年    | 9年    | 10年   |
| 公元 | 1314年 | 1315年 | 1316年 | 1317年 | 1318年 | 1319年 | 1320年 | 1321年 | 1322年 | 1323年 |
| 干支 | 甲寅   | 乙卯   | 丙辰   | 丁巳   | 戊午   | 己未   | 庚申   | 辛酉   | 壬戌   | 癸亥   |

## 出典
- 越南年号索引
- 其他大慶意义
- 《大越史記全書》本紀卷6　甲寅興隆22年春3月18日条

| 前一年號： 興隆 | 越南陳朝年号 | 下一年號： 開泰 |